# Roeselia bifiliferata
Roeselia bifiliferata är en fjärilsart som beskrevs av Walker 1862. Roeselia bifiliferata ingår i släktet Roeselia och familjen trågspinnare. Inga underarter finns listade.